# Shishir Bhattacharja
Shishir Bhattacharja (4 de agosto de 1963) é escritor e linguista bengali. Professor de língua francesa na Universidade de Daca e diretor do Instituto de Línguas Modernas, é um dos principais defensores e disseminadores da língua bengali em Bangladesh, principalmente em trabalhos sobre gramática, variação e mudança linguística e tradução de obras como as de Guillaume Apollinaire, Arthur Rimbaud e Bernard-Henri Lévy.